# Bezonken rood
Bezonken rood is een autobiografische oorlogsroman van Jeroen Brouwers uit 1981. Brouwers schreef het boek nadat zijn moeder was overleden, met het doel zijn jeugdervaringen in een japans interneringskamp in Batavia te verwerken.

## Het verhaal

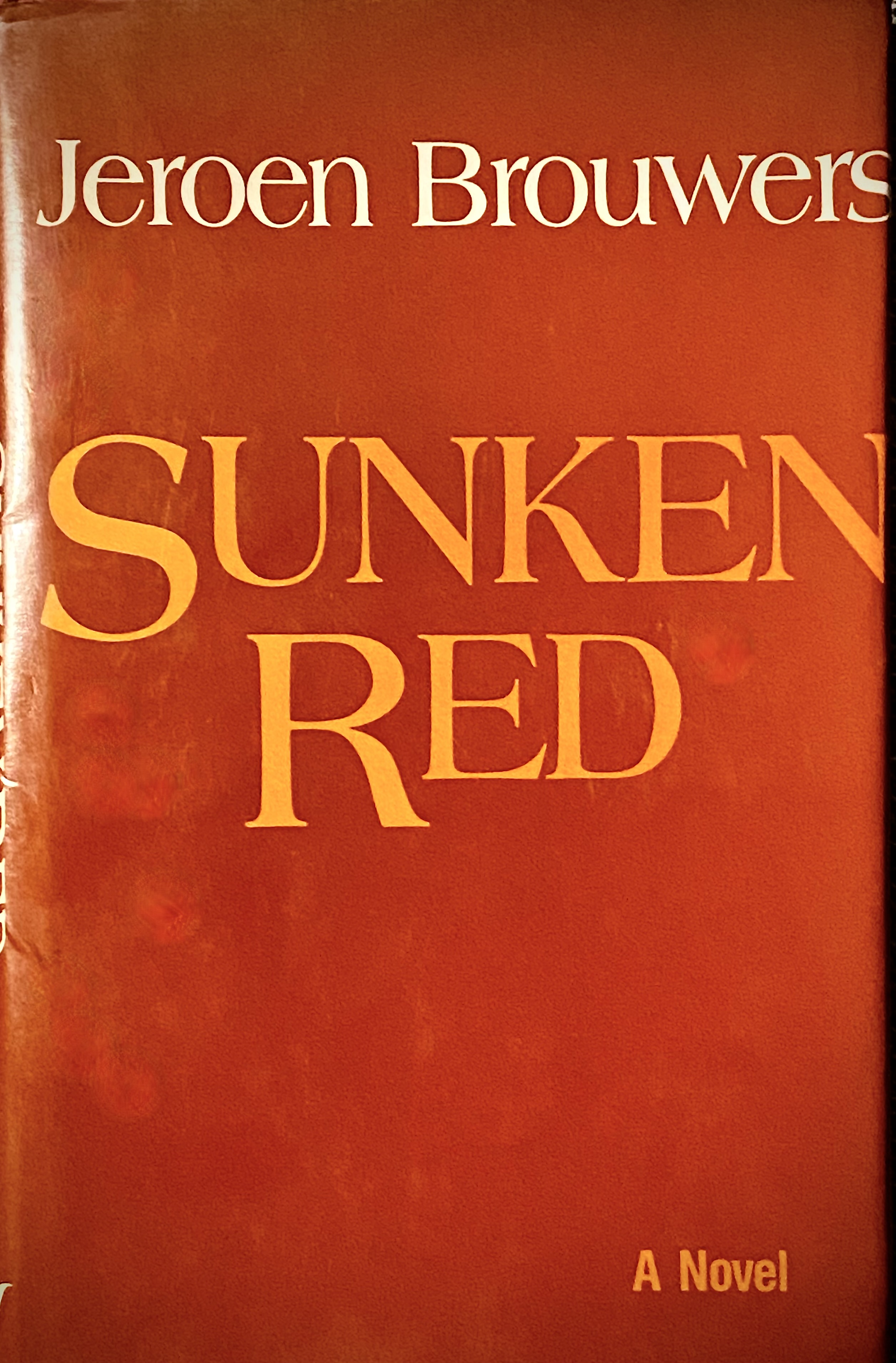
Het boek werd o.a. vertaald in het Engels en uitgegeven als 'Sunken Red'

Brouwers bracht zijn kleuterjaren door in het jappenkamp Tjideng, hij zat daar samen met zijn moeder, oma en zusje. Zijn vader was daar niet omdat de mannen van de vrouwen en kinderen gescheiden werden. Zijn oma stierf in het kamp door ondervoeding, lijfstraffen en uitputting. Alle vrouwen werden slecht behandeld, ze kregen lijfstraffen ongeacht wat ze deden, zelfs als ze niets deden. 
Brouwers zelf (de ik-figuur in het verhaal) heeft dit alles van dichtbij meegemaakt. Soms vond hij wat er met de vrouwen gebeurde zelfs wel grappig, bijvoorbeeld dat ze naakt als kikkers moesten rondspringen. Hij had als vijfjarige kleuter geen besef van goed of kwaad. Juist dat is later de kern van zijn kampsyndroom. Hij voelt zich schuldig, omdat hij als nieuwsgierige kleuter alles zo gretig in zich opnam. En dat hij door zijn leeftijd niet stil kon staan bij de gruwelijkheden. En er zelfs om heeft gelachen.
Toen hij volwassen was en de film van het kamp opnieuw zag, sloeg hij zichzelf omwille van zijn immoreel gedrag van destijds. Nadat Brouwers zijn moeder afgeranseld en vernederd zag, besloot hij bij zichzelf dat ze zijn moeder niet meer kon zijn. Door alles wat hij had gezien en meegemaakt was hij het gevoel van liefde verloren. Hij vereerde zijn moeder, maar haar schoonheid en zijn liefde voor haar werd door de Japanner die zijn moeder bijna dood trapte voorgoed weggeschopt. Niemand zou hem nog kunnen kwetsen als hij niemand liefhad. Hij hield niet meer van zijn moeder.

## Kritiek
Na het verschijnen van Bezonken rood brak er een felle polemiek uit tussen de auteur en zijn collega-schrijver Rudy Kousbroek, die net als Brouwers als kind in een Japans kamp had gezeten. In 1982 betoogde Kousbroek in het artikel De tomatenketchup-Tjideng van Jeroen Brouwers, dat 'Bezonken rood' een opeenstapeling zou zijn van leugens en overdrijvingen. In 1992 bracht hij het boek Het Oostindisch kampsyndroom uit, waarin hij verder inging op de volgens hem indertijd heersende mythes en fabeltjes rondom de 'jappenkampen'. Naast Kousbroek schreven onder anderen ook Marjoleine de Vos en Dirk Roofthooft over 'Bezonken rood'. 
Ondanks de felle kritiek van sommigen werd het boek in Nederland over het algemeen goed ontvangen. In 1995 kwam de Franse vertaling Rouge décanté uit bij uitgeverij Gallimard en werd datzelfde jaar in Parijs  bekroond met de Prix Femina étranger, een Franse jaarlijkse literaire prijs voor de beste, in Franse vertaling uitgegeven, buitenlandse roman.
In 2019 werd de vijftigste Nederlandse druk bereikt. Op 30 april 2020 verscheen ter gelegenheid van de tachtigste verjaardag van Brouwers een jubileumuitgave in luxe uitvoering, met als extra een eenmalig nawoord van de schrijver.

## Vertalingen
Bezonken rood is vertaald in het Bosnisch, Deens, Duits, Engels, Frans, Grieks, Hongaars, Italiaans, Japans, Portugees, Roemeens, Servo-Kroatisch, Turks en Zweeds.